# Vonones II
Vonones II (em grego: Βονώνης; romaniz.: Bonṓnēs) ou Onones (ΟΝΩΝΗΣ, Onōnēs; m. 51) foi um príncipe parta do século I que governou como xá de Atropatena e brevemente como xainxá do Império Arsácida.

## Nome
Vonones é a latinização do parta Va(u)nã (Wah(u)nām) ou Vo(u)nã (Woh(u)nām), que significa "aquele com a melhor reputação" (de beh / veh, "melhor", e nām, "reputação"). É possível que esse nome tenha se originado no iraniano antigo *vahu-nāman-. Foi registrado em siríaco como Benã (Behnām), em armênio como Vonom (Վոնոն, Vonon) e em grego como Onones (ΟΝΩΝΗΣ, Onōnēs) em moedas, Vonones (Βονώνης, Bonṓnēs), Uonones (Ουονώνης, Ouonónēs) em textos clássicos, Goanã (Γοανναμ, Goannam) em fontes epigráficas.

## Vida
Vonones não era do ramo governante da família real arsácida. Seu pai era um príncipe daa, que provavelmente descendia do antigo monarca arsácida Mitrídates II (r. 124–88 a.C.), enquanto sua mãe era filha do xainxá Fraates IV (r. 37–2 a.C.). O irmão de Vonones II era o xainxá Artabano II. De cerca de 11 a 51, Vonones governou como xá de Atropatena, um período sobre o qual pouco se sabe. Após a morte de seu sobrinho Gotarzes II, Vonones II se tornou xainxá do Império Arsácida em 51. No entanto, morreu alguns meses após seu reinado e foi sucedido por seu filho, Vologases I. Tácito escreveu que Vonones II “não conheceu nem sucesso nem fracasso que merecessem ser lembrados por ele. Foi um reinado curto e inglório”. Vonones II teve três filhos que, respectivamente, ocuparam os tronos da Pártia, Atropatena e Armênia: Pácoro, Vologases I, e Tiridates I.